# Gerhard Zebrowski
Gerhard Zebrowski (* 25. April 1940 in Bremen; † 30. April 2020) war ein deutscher Fußballspieler. Der Offensivspieler wurde in der zweiten Bundesligasaison 1964/65 mit seinem Verein Werder Bremen Deutscher Fußballmeister.

## Laufbahn

### Vor Gründung der Bundesliga, bis 1963
Der vom TuS Walle bereits als Jugendlicher zu den Grün-Weißen von Werder Bremen gekommene Zebrowski gehörte seit 1959 der Oberligamannschaft von Werder Bremen an. Er debütierte unter Trainer Georg Knöpfle am 29. November 1959 beim 7:0-Heimerfolg gegen Bergedorf 85 in der damals erstklassigen Oberliga. Der Werder-Angriff setzte sich aus Günter Wilmovius, Klaus Hänel, Willi Schröder, Helmut Schimeczek und Zebrowski auf Linksaußen im damaligen WM-System zusammen. Beim Debüt gelang ihm auch sein erstes Oberligator. Der auf beiden Flügeln einsetzbare schnelle Dribbler kam mit Werder von 1960 bis 1963 viermal in Folge zur Vizemeisterschaft. Im letzten Jahr der alten erstklassigen Oberliga, 1962/63, absolvierte er alle 30 Ligaspiele und erzielte 15 Tore. Werder wurde mit zwei Punkten Rückstand hinter dem Serienmeister Hamburger SV erneut Vizemeister, erzielte aber mit 102:44 Toren die meisten Tore in dieser Saison. Mittelstürmer Dieter Meyer wurde mit 37 Treffern Torschützenkönig vor Uwe Seeler mit 32 Toren. Bis zur Gründung der Bundesliga kam Zebrowski von 1959 bis 1963 auf 71 Einsätze und 27 Tore.

### Bundesligakarriere, 1963 bis 1969
In der ersten Bundesligasaison 1963/64 gab Gerhard Zebrowski am zweiten Spieltag (31. August 1963) bei der 0:3-Niederlage seines Teams beim 1. FC Nürnberg sein Ligadebüt. In seinem zweiten Einsatz folgte eine Woche später gegen den VfB Stuttgart der erste Treffer zum 2:2-Endstand. Er absolvierte unter Knöpfle-Nachfolger Willi Multhaup 27 Ligaspiele und erzielte zehn Tore für Werder beim Erreichen des zehnten Tabellenplatzes.
Passend verstärkt durch die Neuzugänge Horst-Dieter Höttges, Klaus Matischak, Heinz Steinmann und Hans Schulz gelang Bremen 1964/65 der überraschende Meisterschaftsgewinn. Zebrowski (28-11) und der neue Mittelstürmer Matischak mit zwölf Treffern führten die vereinsinterne Torschützenliste vor dem Allrounder und Spielführer Arnold Schütz an. Am 10. März 1965 absolvierte der Flügelstürmer einen Einsatz in der B-Nationalmannschaft. Beim 1:1-Unentschieden in Hannover gegen die Niederlande agierte er aber auf der ihm ungewohnten Position des Linksaußen, da Rudolf Nafziger am rechten Flügel stürmte.
In der Saison 1965/66 spielte Zebrowski zudem in drei der vier Partien Werder Bremens im Europapokal der Landesmeister. Bei seinem Europapokaldebüt am 6. Oktober 1965 beim Meister Zyperns APOEL Nikosia erzielte er seinen einzigen Treffer zum 5:0-Endstand. An der Partie bei Partizan Belgrad konnte Gerhard Zebrowski nicht teilnehmen, da er als Bundeswehrsoldat keine Reisegenehmigung für das damalige Jugoslawien bekam.
Insgesamt absolvierte der Stürmer in sechs Jahren 145 Bundesligapartien und erzielte dabei 40 Tore, bevor er den Verein zur Saison 1969/70 in Richtung Bremerhaven 93 verließ.

### Regionalliga Nord, 1969 bis 1972
Von 1969 bis 1972 kam er in der Fußball-Regionalliga Nord für Bremerhaven auf 91 Einsätze mit 29 Toren. In seinem ersten Regionalligajahr 1969/70 belegte er mit Bremerhaven an der Seite der Mitspieler Horst Grunenberg (Torhüter), Horst Bertl und Torschützenkönig Willi Reimann (27-20) mit 32 Einsätzen und zwölf Toren den sechsten Rang. Im Sommer 1972 ging der 32-Jährige in das Amateurlager zurück, er wechselte zum SV Hemelingen.
Der gelernte Speditionskaufmann gab über lange Jahre die Stadion-Zeitung Werder-Echo heraus und lebte mit Familie in Bremen-Grolland.

## Belege
1. ↑  Gerhard Zebrowski - Spielerprofil. Abgerufen am 26. Oktober 2019.
2. ↑  Werder trauert um Meisterspieler von 1965: Zebrowski im Alter von 80 Jahren gestorben. In: Transfermarkt.de. 5. Mai 2020, abgerufen am 5. Mai 2020.
3. ↑  Jens Reimer Prüß (Hrsg.): Spundflasche mit Flachpaßkorken: Die Geschichte der Oberliga Nord 1947–1963. 1. Auflage. Klartext Verlag, Essen 1991, ISBN 3-88474-463-1, S. 229.
4. ↑  Arnd Zeigler: Lebenslang grün-weiß. Bremen 2006.

| Personendaten    | Personendaten            |
| ---------------- | ------------------------ |
| NAME             | Zebrowski, Gerhard       |
| KURZBESCHREIBUNG | deutscher Fußballspieler |
| GEBURTSDATUM     | 25. April 1940           |
| GEBURTSORT       | Bremen                   |
| STERBEDATUM      | 30. April 2020           |